# 無鹿町
無鹿町（むしかまち）は、宮崎県延岡市にある町名。一丁目と二丁目からなる。郵便番号は882-0021。

## 地理
延岡市中心部から約3kmのところに位置する。

### 河川
- 北川

## 歴史
大友宗麟によって当地にキリシタンだけが住む都市が計画され、耳川の戦いでは大友軍の本陣が置かれていた。

### 地名の由来
天正6年（1578年）9月、大友宗麟が当地に作ろうとしたキリシタンの都市、「無鹿」に由来する。「無鹿」の名前はラテン語で音楽を表すMusicaに由来する。

## 世帯数と人口
2023年（令和5年）時点の世帯数と人口は以下のとおりである。
| 地区名 | 世帯数  | 人口    |
| ------ | ------- | ------- |
| 無鹿町 | 576世帯 | 1,131人 |

## 小・中学校の学区
市立小・中学校に通う場合、学区は以下の通りとなる。
|        | 小学校               | 中学校             |
| ------ | -------------------- | ------------------ |
| 無鹿町 | 延岡市立東海東小学校 | 延岡市立東海中学校 |

## 交通
- 国道10号
  - 和田越え
- 国道388号
  - 川島橋

## 施設
- 延岡市立東海中学校